# Pavol Markovič
Pavol Markovič (20. prosince 1829, Banská Bystrica, Rakousko - 29. října 1902, Hrachovo, Rakousko-Uhersko) byl slovenský spisovatel, a evangelický kněz.
Pavol Markovič se narodil v rodině Michala Markoviče a jeho manželky Zuzany, rozené Tvrdoňové. Studoval na evangelickém lyceu v Banské Štiavnici, od roku 1846 v Levoči, pak na evangelickém sboru v Prešově. Během studia se účastnil národně-kulturní práce štúrovské mládeže v Levoči. Markovič také působil v slovenských kulturních spolcích a snažil se o upevnění slovenského národního povědomí proti rostoucí maďarizaci.[zdroj?] Přispěl do Dobšinského pověstí a do Korouhve na Sionu.